# Jules Doret Ndongo
Pour les articles homonymes, voir Doret et Ndongo.
Jules Doret Ndongo est un homme politique camerounais, ministre de la Forêt et de la Faune depuis le 2 mars 2018. 
Il occupait depuis le 9 décembre 2011 le poste de Ministre délégué auprès de l'Administration territoriale chargé des collectivités territoriales décentralisées.

## Biographie
Il est originaire de Kribi, chef-lieu du département de l'Océan.

## Activités
En 2010, il est le président de la commission de coordination et de supervision du recrutement spécial de 25000 diplômés dans la fonction publique.

## Politique
Il est un des membres élus du comité central du parti politique au pouvoir, le Rassemblement démocratique du peuple camerounais (RDPC) lors du congrès du parti organisé le 16 septembre 2011,. Durant la même année, Il est le secrétaire général des services du Premier ministre camerounais.